# 2021年就地过年

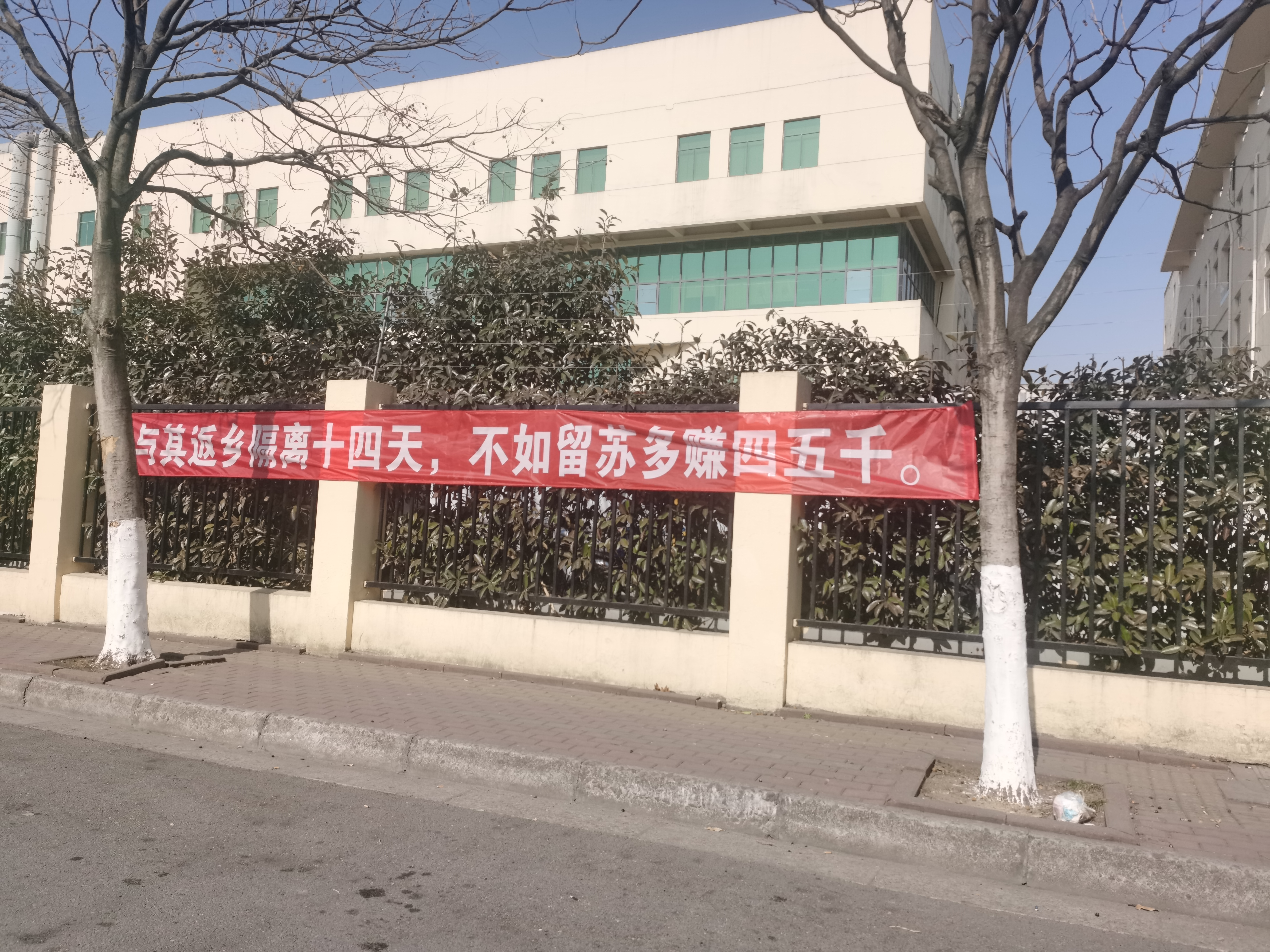
江苏省苏州市一处工厂外挂起的就地过年相关标语

2021年就地过年或2021年原地过年，是指中华人民共和国为了应对日益恶化的2019冠状病毒病疫情，于2021年春节在全国各地采取的一项非强制性措施：全国各地的外来务工者非必要不要回家过春节。全国各地的具体措施略有不同。全国各地采用花式“劝留”标语、补贴、春节消费券、旅游区免费门票、手机免费流量、免费乘坐公交车、子女入学加分、补助和红包等福利来吸引外来务工者留在当地工作。據統計，2021年中華人民共和國有超1亿人就地过年。央广网称“非必要不离开，非必要不返乡”是2021年第一句流行语，“就地过年”是2021年首批热词。“就地过年”亦衍生出网络流行语“原年人”（即原地过年的人们）。

## 背景
2021年初，2019冠状病毒病疫情在中国大陆有死灰复燃之势。为了降低春运给疫情带来的风险，全国各地采取就地过年措施。光明网提出了春运四大关键词：1米线、戴口罩、手消毒、隔位坐。

## 倡议
中国29个省份倡议就地过年。人力资源和社会保障部等7个国家级部门印发通知，鼓励引导农民工等务工人员春节期间留在就业地。2021年1月19日，新华社发布时评称让打工人在异地过节时感受到家的温暖，是全社会共同的责任。中国国家铁路集团为配合各地疫情防控要求，推出了免费退票措施：自2021年1月7日0时起，旅客在车站、铁路12306网站（含手机客户端）等各渠道办理2021年1月6日24时前已购列车的有效车票退票时，均不收取退票手续费，购买的铁路乘意险一同办理。这让在“就地过年”和“回乡过年”之间思考的旅客有了更多地选择。2021年1月20日，中国人力资源和社会保障部就业促进司副司长陈勇嘉在国务院联防联控机制举行新闻发布会上倡议就地过年。如果回乡过年，必须要有核酸检测报告、健康码和通行码。根据国家卫生健康委公布的《冬春季农村地区新冠肺炎疫情防控工作方案》，持核酸检测阴性证明返乡从1月28日春运开始后实施，至3月8日春运结束后截止，且仅针对从外省返回农村地区的人员（省内不在此限），返乡后需另进行14天居家健康监测。返回城市人员需遵守目的地疫情防控要求。
2021年1月25日，中共中央办公厅、国务院办公厅印发《关于做好人民群众就地过年服务保障工作的通知》，要求疫情高风险地区群众均应就地过年；中风险地区群众原则上就地过年，特殊情况需要出行的，需经属地疫情防控机构批准；低风险地区倡导群众就地过年，非必要不出行。机关、事业单位和国有企业人员要带头就地过年，引导外地农民工、尚未离校的师生就地过年。确需出行人员原则上不前往中高风险地区。
2021年1月27日，国务院联防联控机制举行新闻发布会，中华人民共和国国家发展和改革委员会秘书长赵辰昕介紹《通知》時表示，就地过年政策是分级分类的，各地执行时不能“一刀切”、层层加码，不能阻断人民出行返乡，要给人民更多便利。2月13日大年初二，春运进入第17日，中国预计发送旅客996万人次。其中铁路预计发送旅客210万人次，公路720万人次，水路32万人次，民航34万人次。

### 河南
2021年1月份，河南多地发布紧急通告：提倡在豫外来人员非必要不返乡，就地过年。如果从境外及中高风险地区返回河南，必须提前向所在辖区做好行程报备，落实核酸检测和14天集中或居家隔离措施。1月15日，河南省人力资源社会保障厅副厅长李甄称河南省人社厅会帮助留在外地的河南务工人员解决加班工资发放和假期加班调休问题。

### 河北
2020年12月28日，河间市应对新型冠状病毒肺炎疫情工作领导小组办公室发布《致河间在外人员的一封信》，这是河北省最早提出就地过年。河北省全省已进入战时状态，石家庄市的公交、地铁、出租车全部停运。
2021年1月20日，河北日报副总编辑王宁发表文章《就地过年：此心安处是吾乡》，其中提到政府提倡就地过年，而不是强迫就地过年。

### 重庆
2021年1月10日，重庆市餐饮商会向全市1987家会员企业、7万余家餐饮企业和近100万餐饮行业从业人员发出倡议，“在渝就地过年、推行网络拜年”。1月11日，重庆市人力资源和社会保障局、重庆市总工会、重庆市企业联合会（企业家协会）、重庆市工商业联合会联合倡议“留渝过节”、“错峰休假”、“心系职工”。为了配合政府的倡议，重庆的一些企业推出“不回家过年奖”：春节期间非川渝籍员工留渝过年，可以领取最高500元。重庆新闻媒体新重庆提出要对“打工人”给予相应的政策关怀和善意的安排，就地过年也是在为抗击疫情做贡献。

### 陕西
2021年1月20日，西安新闻网发布文章称陕西省省人社厅联合相关部门开展“迎新春送温暖、稳岗留工”专项行动；陕西省民政厅落实临时救助储备金制度和“先行救助”等规定，省外人员在陕西过年期间，遇到困难可向当地民政部门提出救助申请；陕西省总工会开展“2021温暖速递”行动。一些地区兴建了爱心公寓来让留陕人员居住，一些公司也专门给来陕外地工人安排了住处。陕西师范大学有超过2000名学生选择假期留校，一些教职工也选择留守，校园公共设施正常开启。

### 山西
2021年1月25日，山西发布《关于进一步做好当前和春节期间疫情防控工作的通知》，提倡就地过年、小家庭居家过年、线上联欢、网络拜年，减少节日期间人员流动和旅途风险。

### 浙江
浙江官方鼓励企业采取发放“留岗红包”、改善就餐条件、安排文化旅游活动等措施，吸引外地员工尽量留在当地过年。
2021年1月18日，杭州市出台了《关于开展春节期间面向在杭外来务工人员“十送”关爱行动的通知》，其中提出符合条件的非浙江户籍留杭过年务工人员可获得1000元的现金补贴。杭州也组织实施了“十送”关爱行动。1月19日，义乌市新型冠状病毒肺炎疫情防控指挥部称义乌市会在春节期间发放电子红包，电子红包可于2月11日-2月26日在该市线下消费场所使用。官方还倡导房东给予留义过年人员减免半个月以上租金或免费延长半个月以上租期。

### 上海
上海市疫情防控工作领导小组办公室发布信息倡导非必要不离沪、非必要不出境，鼓励在沪就地过年，推出了“就地过年”特色假日。多所高校提倡家住中高风险地区师生就地过年。上海市总工会向留沪外来建设者赠送通讯费、健康医疗补贴和零食礼包，上海市人力资源和社会保障局为家庭生活困难的登记失业人员一次性补助700元。上海的餐饮、旅游企业也推出了“就地过年”产品。

### 江苏
江苏省为响应“就地过年”号召，多地对外地户籍的务工人员给予补贴。昆山市对外地户籍务工人员免费开放全市主要公共文体场馆，开展一系列有奖文化体验活动，并发放共计1500万元新春消费券。苏州市提出多项“稳岗惠企”措施，以鼓励外地职工留在苏州过年，其中包括流动人口申请积分管理（含积分落户、积分入医、市区积分入学）加15分。外地留苏职工可凭有效证件免费参观国有景区和部分场馆，免费乘坐公交、轨道交通等公共交通工具，鼓励影院、戏院等文化场所推出面向外地留苏职工的优惠活动。

### 山东
山东省人民政府除了提出14天内有疫情重点地区旅居史的人员一律进行核酸检测以外，还提出了就地过年，取消集体团拜、大型聚餐、年会等主张。在就地过年的福利方面，山东做的并不突出。2021年1月11日，山东头条news发布文章《就地过年发“红包”，山东跟不跟？》，山东各地才开始制定发放就地过年福利。
2021年1月20日，山东省临沂市临沭县住房和城乡建设局印发《致全县住房和城乡建设系统广大干部职工与外来务工人员在本地过春节的倡议书》：倡导大家就地过春节，并推出了免费团圆宴和免费暖心年夜饭。

### 广东
广东是人口大省和经贸大省，流动人口多、人员交流频繁。2021年1月8日，广东省卫生健康委副主任黄飞在省新冠肺炎疫情防控新闻发布会呼吁民众非必要不离粤，非必要不到中、高风险地区，非必要不到境外。广东的一些地市支持通过鼓励性福利让来粤人员在原地过年，同时也对聚餐、习俗活动等聚集性活动提出了一定的要求。一些地方领导干部带头就地居家过节，提倡市民尽量留在本地过节。

### 四川
2021年1月，四川省政府驻广州办事处联合多个省级商会发出倡议：华南地区川籍企业家、川籍外出务工人员非必要不出行，非必要不离开务工地，尽量就地过年，减少出行和聚集。四川的一些地区的疾控部门提倡在外务工人员尽量就地过年。一些党政机关的工作人员也带头在川过节，实行弹性休假。

### 北京
2021年1月27日，北京市委宣傳部副部長、市政府新聞辦主任、市政府新聞發言人徐和建介紹，為提倡廣大市民群眾在京過年，減少疫情傳播風險，北京市提出一系列措施，包括向在京過年人員發放消費券、组织线上文艺展演、旅游资源推介、春节庙会等活动，开展云科普、云游览、云课堂、云相亲、线上阅读，增加网络、电视、广播等文化体育节目供应。此外，通讯运营商为每个归属地为北京的在网手机号码，可在规定期限内免费领取20G北京本地流量包，在春节期间使用。

### 澳門特別行政區
新型冠狀病毒感染應變協調中心表示，世界各地尤其是北半球各國的疫情日趨嚴重，澳門特區政府呼籲市民和各界人士在新春期間應儘量留在澳門，避免前往廣東省以外各省市旅遊或探親。各級公共行政工作人員如因疫情變化而在澳門或澳門以外地方接受醫學觀察而導致缺勤，除非有不可歸責且獲部門領導接納的解釋，否則可能會被不獲接納為合理缺勤。

### 留守儿童
2021年1月12日，中国《经济日报》发文称“就地过年”牵涉到另外一个问题，就是留守儿童的春节如何过。其中明确提到多关心留守儿童实现“就地快乐”是社会的职责；一些留守儿童较为集中的村、镇，还应建立儿童活动中心。中国许多机构响应号召，给予了留守儿童需要的帮助：检察机关给留守儿童送牛奶，送米，送面，送油；民政办工作人员入户慰问留守儿童。

## 结果
2021年全国春运总旅客为8.7亿人次，自1994年春运以来创历史新低。

## 争议

### 标语争议
中国各机构挂出了各类充满“特色”的标语横幅，呼吁就地过年。有的标语打感情牌，有的使用经济诱惑，但是一些标语被指恶毒。“带病回乡不孝儿郎，传染爹娘丧尽天良”等带有侮辱性质的标语引起了广泛争议。

### 滥用战时状态争议
2021年1月份，中国许多地方因为疫情宣布进入战时状态，进而宣称就地过年，引起了公众的恐慌。1月16日，央视对一些地方政府提出了批评，称应对公共卫生事件出台的“战时状态”与法律规定的“战争状态”是两个概念，不宜动辄就称进入战时状态。新华社也发文称滥用“战时状态”不利于抗疫大局，“狼来了”会麻痹群众。

### 差距争议
就地过年也体现出来了中国沿海地区和内陆地区的差距和经济地位的不平等：中国内陆地区主要向沿海地区输送廉价劳动力。一些内陆地区因为实际情况甚至只能提倡在外务工人员就地过年，而不是外来务工人员就地过年。

### 效用争议
一些地区要求非常严格，除了提倡就地过年，还选择直接关闭一些公共场所。但是也有一些地区对待病毒没有警惕心：2020年1月19日，《四川日报》发表文章称一大波形式多样、内容丰富的迎新春文化活动已上线，其中提到了成都街头艺术表演。文章得到了人民网的转发。这种不提倡跨省流动，对本省人员流动和聚集要求不严格的措施是否可以防得住病毒引起了一些争议。

### 异见争议
中国的新闻媒体为了配合当局的宣传，只说人民群众支持就地过年，只字不提异见。一些新闻媒体甚至借鉴标题党的作风来劝导群众就地过年：不“就地过年”，你可能更闹心；“就地过年”正流行！人在他乡，也能过出浓浓的年味！不支持就地过年的声音在知乎等非主流自媒体平台或微博非官方账号由个人发出。